# Friedrich A. Mainz
Friedrich August Mainz (* 18. September 1895 in Augsburg; † 8. Juli 1974 in Minusio, Schweiz) war ein deutscher Filmproduzent.

## Leben
Friedrich Mainz hatte nach seinem Kriegsdienst (1914–1917, zuletzt als Oberleutnant der Reserve) eine Banklehre absolviert und Volkswirtschaft studiert. 1923 wurde er Prokurist bei einer Bank.
1929 wechselte Mainz als kaufmännischer Leiter zur Tobis Industriegesellschaft m.b.H. und war dann ab 1930 auch als Prokurist für die Tobis tätig. 1932 wurde er an der Seite von Emil Lustig Vorstand der Europa Filmverleih AG. Drei Jahre später löste er Dr. Ernst Scheffler als Vorstand der Tobis-Cinema Film AG ab. 1937 wechselte er in den Vorstand der Tobis. Propagandaminister Joseph Goebbels’ Zorn auf den „halbjüdischen“ Regisseur Reinhold Schünzel, dem er vorwarf, mit dem Film Land der Liebe das NS-Regime lächerlich machen zu wollen, führte auch zur Entlassung von Mainz, dessen „Tobis“ diese letzte deutsche Inszenierung Schünzels in ihr Verleihprogramm aufgenommen hatte.
Daraufhin verließ Mainz, um abzusehenden Pressionen der Machthaber in Berlin zu entgehen, das Land und übersiedelte einstweilig in die Schweiz. Zeitweilig war er als Chef der italienischen Filiale der Tobis in Rom im Gespräch. Goebbels‘ Verärgerung über Mainz währte lange, auch nach dessen Rückkehr ins Reich, und so unterlag er auch während des Zweiten Weltkriegs diversen Arbeitsbeschränkungen. Mainz zog sich daraufhin vorübergehend aus der Filmbranche (und damit aus Goebbels’ Schusslinie) zurück. 1941 holte ihn der Tefi-Apparatebau Dr. Daniel KG als persönlich haftenden Gesellschafter.
Erst nach dem Krieg konnte Mainz seine Arbeit für das Kino wieder aufnehmen. Ab 1948 arbeitete er als Filmimporteur, 1950 gründete er in Hamburg seine eigene Produktionsgesellschaft, die Fama F.A. Mainz Film GmbH. Als Produzent oder Co-Produzent war er an mehreren Filmen beteiligt. Schon sein Frühwerk Dr. Holl, ein sentimentales Arztmelodram mit Dieter Borsche und Maria Schell, wurde ein beachtlicher Kassenerfolg und bei den Filmfestspielen Berlin im Juni 1951 ausgezeichnet. Mit Der träumende Mund etablierte er das „Traumpaar“ O. W. Fischer und Schell, mit der Biografie Canaris gelang ihm mit O. E. Hasse ein außergewöhnlicher Erfolg, wofür er im Namen der Fama-Film 1955 die Goldene Schale für den besten abendfüllenden Spielfilm erhielt.
In den 1960er Jahren zog sich Mainz ins Privatleben zurück und verbrachte seinen Lebensabend im schweizerischen Locarno.

## Filmografie
| - 1950: Föhn - 1951: Dr. Holl - 1951: Die Dubarry - 1952: Das letzte Rezept - 1952: Fritz und Friederike - 1952: Liebe im Finanzamt - 1953: Vergiß die Liebe nicht - 1953: Der träumende Mund - 1953: Ich und Du | - 1954: Männer im gefährlichen Alter - 1954: Hoheit lassen bitten - 1954: Eine Frau von heute - 1954: Die Mücke - 1954: Canaris - 1955: Der Cornet – Die Weise von Liebe und Tod - 1955: Alibi - 1959: Wernher von Braun – Ich greife nach den Sternen |